# 腋花糖芥
腋花糖芥（学名：Erysimum schneideri）为十字花科糖芥属下的一个种。

## 扩展阅读
- 維基物種上的相關：腋花糖芥